# Перенесення споруд

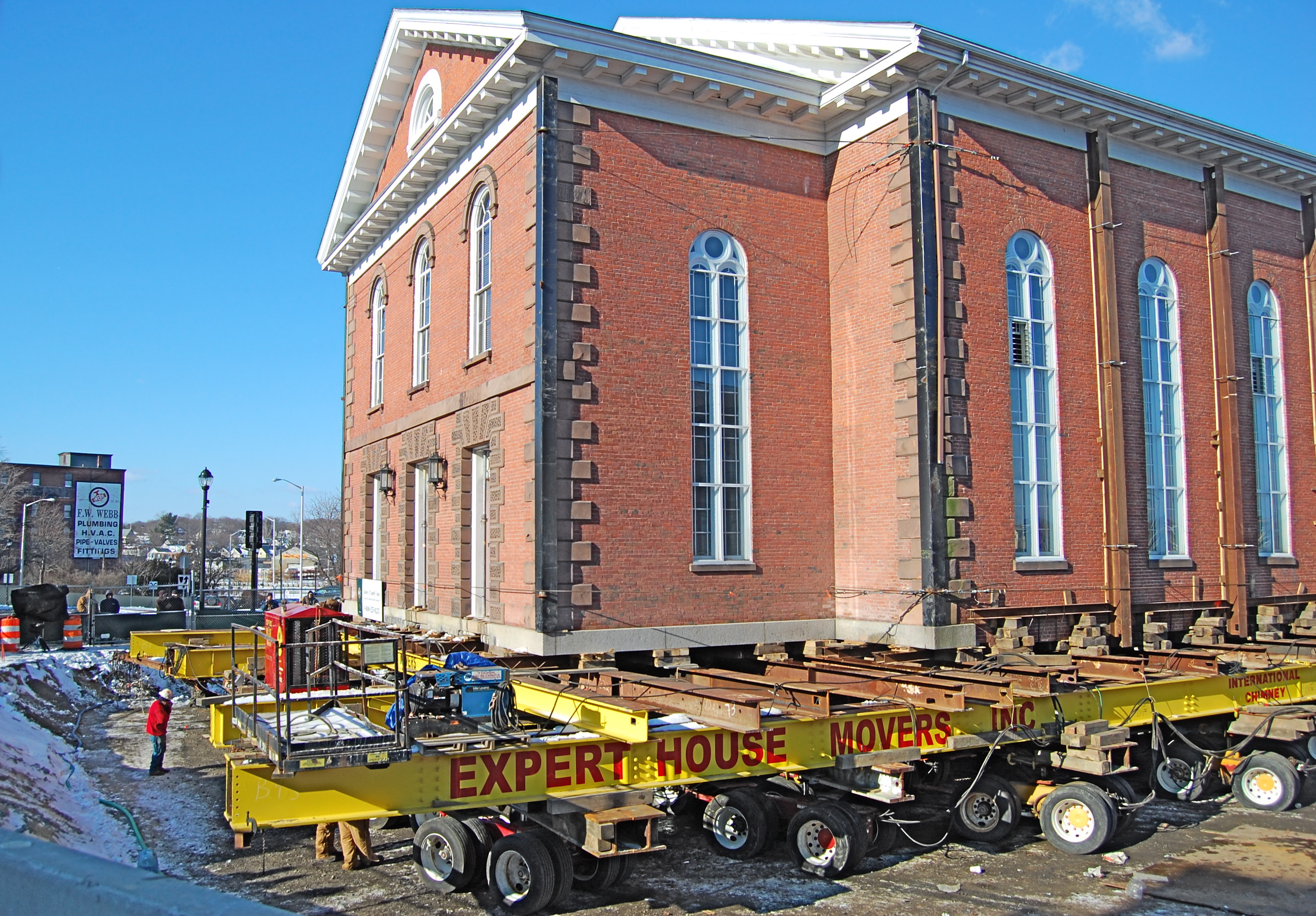

Перене́сення спору́д — сукупність інженерно-технічних, будівельних і реставраційних технологій задля збереження цінних архітектурних споруд при зміні їх територіального чи історичного розташування.

## Історія
З історії питання відомі приклади переносу як дерев'яних, так і кам'яних споруд.
- Використання в дерев'яній архітектурі окремих колод дало змогу розбору (розкатки) дерев'яної споруди і перенос (перевіз) складових частин будівлі і встановлення на новому місті. Документально зафіксовані випадки придбання дерев'яних церков в одному селі і перевіз розкатаної споруди в інше (дерев'яна церква села Старий Чорторийськ була придбана місцевим священиком і по річці доправлена до села, де зібрана і розміщена зараз).

Пізніше ця технологія буде широко використана реставраторами при зборах та перевезенню дерев'яних споруд в скансени — музейні заклади нового типу.
- Подібну технологію використали також при переносі кам'яних(чи цегляних) споруд, якщо транспортування відбувалося на велику відстань(випадки розбору історичних замків на фрагменти в Західній Європі і перевіз їх через Атлантичний океан в Сполучені Штати)

### Перенесення будівель в Італії доби Відродження
- У записах відомого теоретика архітектури 15 ст. Альберті дослідники віднайшли цікаві рядки:

| Я маю звичку ночами, коли рухи моєї душі спонукають мене хвилюватися і не спати, досліджувати і творити в уяві нечувані машини для передвижки і перенесення споруд, фіксації і зміцнення предметів величезних та важко уявимих. Тоді мені здається, що я віднайшов речі унікальні, варті, щоб їх пам'ятали |
Це покажчик ідей, які носилися в тодішньому повітрі науковців, дослідників, військових інженерів, архітекторів, часто все це в одній особі.
- На малюнках Леонардо да Вінчі чимало зображень велетенських механізмів і маленьких постатей, що тягнуть, піднімають, переміщають їх в інше місце (покладання велетенської гармати на лафет, Віндзор, Королівська бібліотека).

- Історики відкрили і інженера, що робив це в реальності. Він — Арістотель Фіораванті, інженер, архітектор, універсально обдарована особа з міста Болонья.

### Перенесення будівель в 20 столітті

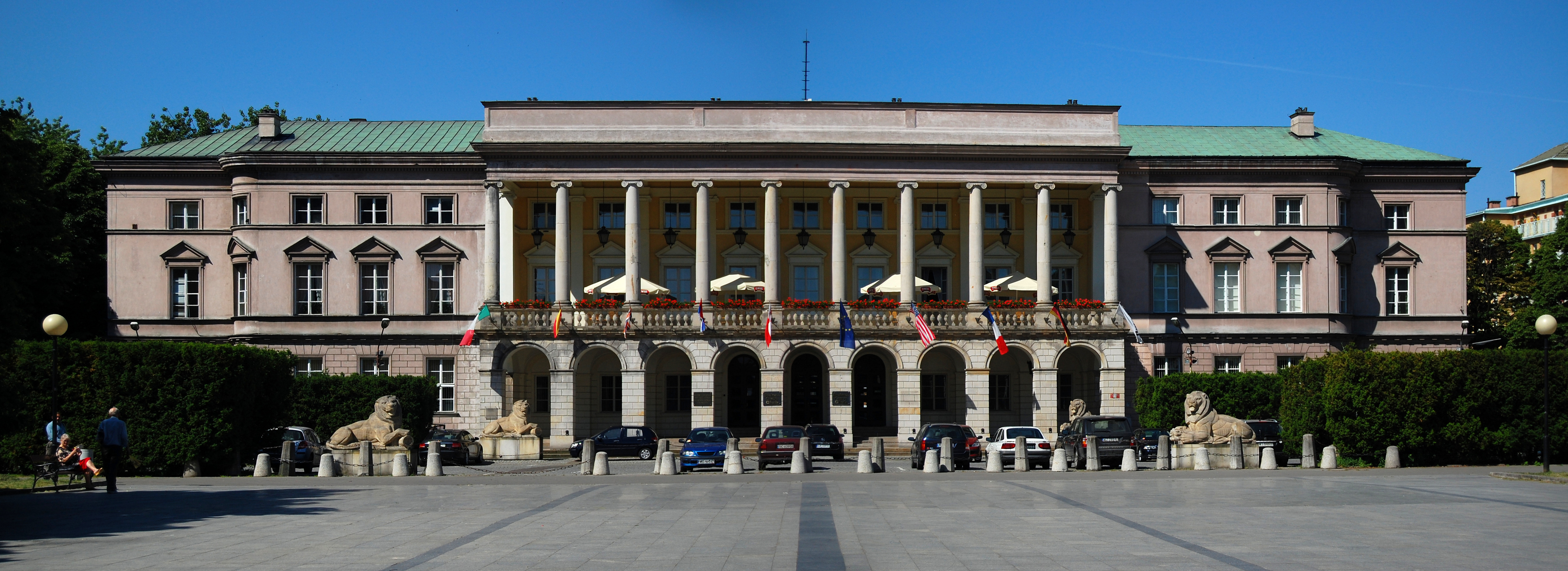
Палац Любомирських на новому місці

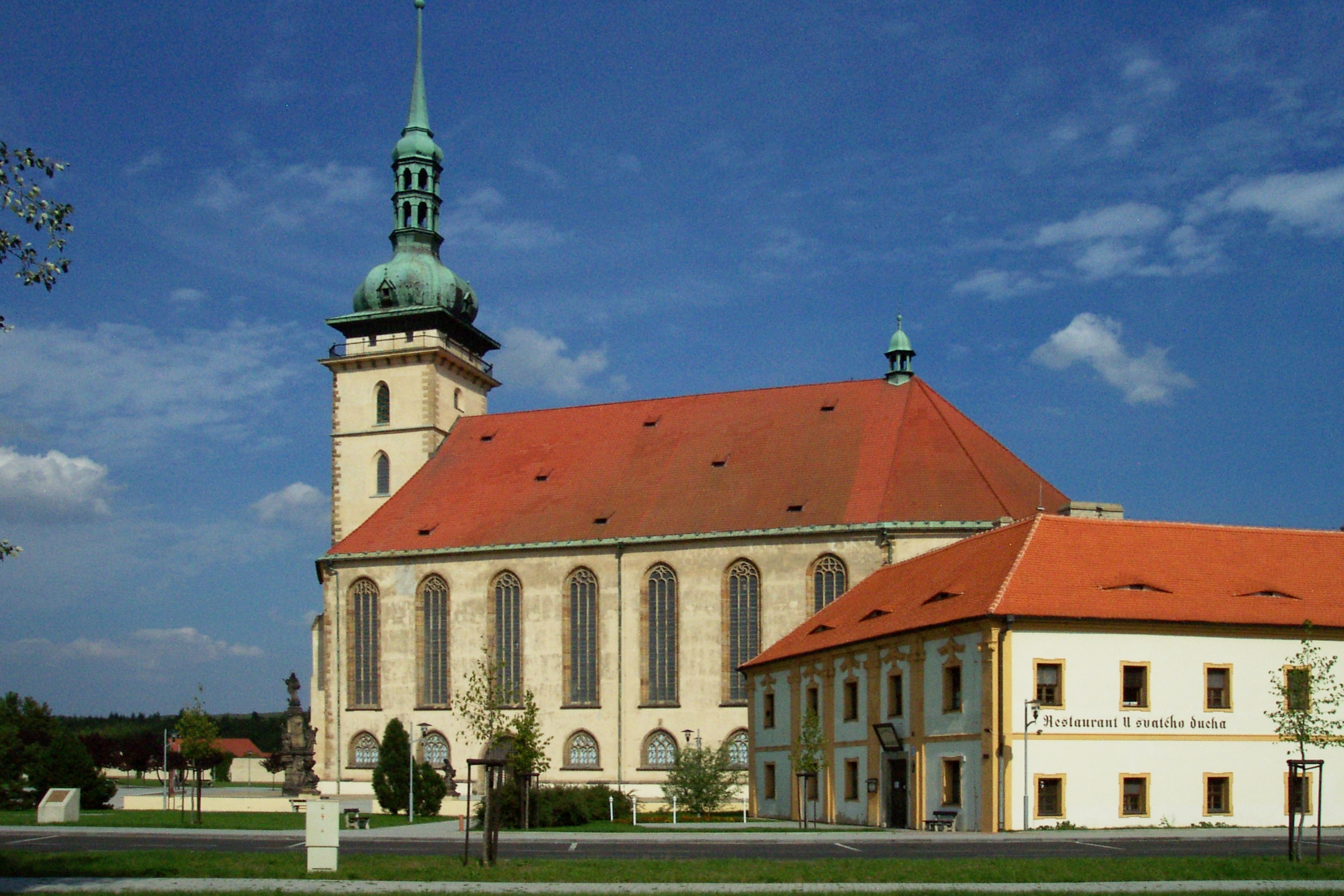
Костел міста Мост на новому місцезнаходженні

У 20 ст. бурхливий розвиток техніки і технологій був використаний і в галузі перенесення кам'яних споруд без їхньої попередньої розбивки на фрагменти, а цілокупно, якщо перенос планувався на невелику відстань.
- У місті Варшава (Польща) у 1971 р. провели інженерну операцію по поверненню колишнього палацу Любомирських на 78 градусів від первісного розташування. Вага споруди становила 10 000 тон. Операцію виконали з допомогою 10 гідравлічних домкратів, що повільно штовхали палац, а інші тягли споруду. Аби видовжений блок палацу не дав тріщин, поворот виконали зі швидкістю 1 сантиметр на хвилину.

- У місті Мост (Чехія) при розвідці покладів бурого вугілля було встановлено розташування промислово вигідних шарів сировини прямо під вулицями середньовічного міста. Після консультацій з фахівцями уряд республіки ухвалив рішення про перенесення усього невеличкого міста на нове розташування заради побудови нового кар'єру. Малоцінною забудовою знехтували. Але готичну церкву Діви Марії після тривалих суперечок вирішили перевезти на нове місце цілокупно, не розбираючи на фрагменти.

Кам'яну церкву у 1975 р. звільнили лише від готичної вежі зі шпилем. Отримана споруда рівномірно передавала навантаження на бетонну платформу з рігелями та балками, кінці яких вивели на 53 візка. Пересування проходило по штучно утвореній залізничній дорозі. Швидкість пересування дорівнювала 1 — 3 метри на хвилину. Будівля без вежі важила близько  12 000 тон. Але її вдалося перевезти на 850 метрів і розташувати по-за межами кар'єру. Вежа зі шпилем відновлені на новому місці.
- Широко використовували розвороти чи передвижки будівель в Москві під час реконструкції історичної частини міста і розширенню старих вулиць. Подібні інженерні операції у 1935 р. були виконані з будинками на вул. Горького, вул. Осипенко, Люсинівський, Серафімовича тощо. Керівником був інженер Еммануїл Матвійович Гендель, відомий технолог реставраційної справи.